# Jeffrey Byron
Jeffrey Byron (n. Timothy Paul Stafford, n. 28 noiembrie 1955, Santa Monica, California, SUA) este un actor și scenarist american. Byron a lucrat atât în cinematografie cât și în televiziune, de asemenea a co-scris un scenariu de film (The Dungeonmaster).

## Filmografie

### Televiziune
- The Bold and the Beautiful (2002)
- Port Charles (1997–2000)
- Lois & Clark: The New Adventures of Superman (1997)
- Matlock (1991)
- Baywatch (1989)
- One Life to Live as Richard Abbott #4 (1986–1987)
- T. J. Hooker (1986)
- Wonder Woman (1979)
- Dallas (1978)
- Eight Is Enough (1977–1980)
- McMillan & Wife (1976)
- The Young and the Restless (1973)
- All My Children as Dr. Jeff Martin #5 (1986)
- Bonanza (1966)
- The Twilight Zone (1964) - (Episodul - "The Bewitchin' Pool")
- The Fugitive (1964)

### Film
- Star Trek (2009)
- Oh Baby (2008)
- Women on Top (2007)
- Bionic Ever After? TV (1994)
- Family Album TV (1994)
- Falling Down uncredited (1993)
- Pulse Pounders (1988)
- The Dungeonmaster (1985)
- Metalstorm: The Destruction of Jared-Syn (1983)
- Starting Fresh TV (1979)
- Love's Savage Fury TV (1979)
- The London Connection (1979)
- International Velvet (1978)
- The Seniors (1978)
- Legend of the Northwest (1978)
- Nickelodeon (1978)
- At Long Last Love (1975)
- Hot Rods to Hell (1967)
- Donovan's Reef (1963)